# Маловище
Маловище или Маловища (на македонска литературна норма: Маловиште; на арумънски: Molovishci; на гръцки: Μιλόβιστα или Μηλόβιστα, на румънски: Molovişte или Mulovişte) е типично високопланинско село в община Битоля на Северна Македония.

## География
Разположено е на 1170 m надморска височина на река Шемница в планината Баба в областта Гяваткол, на 22 km западно от Битоля. Югозападно от селото в Пелистер е разположен манастирът „Света Ана“ (1400 m). Църквата „Свети Спас“ е на 1910 m в Пелистер. Освен енорийската църква „Света Петка“, в селото има и църкви „Свети Атанасий“ и „Свети Георги“.

## История

### Етимология
Според академик Иван Дуриданов името е първоначално патронимично име на -ишти < -itji от фамилното име Малов от личното Malъ, като точни съответствия са сръбският топоним Маловичи и чешкият Malovice.

### В Османската империя
Селото е споменато в Зографския поменик (1527 – 1728) като Маловища, част от Блъ̀гар'ска землꙗ̀ и в Слепченския поменик от XVII – XVII век също като Маловища.
В XVII век в Маловище се заселват много власи от Грамоща и съседните села, притиснати от албанския натиск. В 1621 година спахията и чифликчия на Грамоща налага данък на жителите, но те отказват да се подчинят, не се явяват в съда и заплашват да се укрият в планините, ако той настоява за данъка. В 1622 година данъкът е наложен, но жителите отказват да го плащат и се местят в Маловища, Битолско. Около 1650 година нова група жители от района на Грамос се мести в Маловища, притискани от албанци мюсюлмани, които претендират за пасищата на Грамос.
В документи на венецианския консул в Драч от 1700 година се говори за търговци от Маловище, които оперират заедно с търговци от Москополе. През XIX век Маловище е едно от няколкото големи влашки села в Битолска кааза, на Османската империя. Голямата църква „Света Петка“ е от 1856 година. Жителят на Маловище Николаос Филипидис, учител в Кавала, е член на Неа Филики Етерия. В „Етнография на вилаетите Адрианопол, Монастир и Салоника“, издадена в Константинопол в 1878 година и отразяваща статистиката на населението от 1873 година, Маловище е посочено два пъти като село в каза Ресен – веднъж като Малопище (Malopischté) със 700 домакинства и 1900 жители власи и втори път като Маловище (Malovischté) с 425 домакинства и 1190 жители власи.
В 1880 година Й. Папакостя открива в Маловища арумънско училище. В същата година според доклад на лорд Фицджералд селяните от Маловище били заплашени от гръцка чета да прогонят арумънския учител и да го заменят с гръцки. В 1891 година населението прогонва гръцките си духовници поради отказа им да пропвядват на румънски език.
През 1891 година в София преселници от Маловище създават свое дружество – „Напредък“ (Inaintarea), а в 1901 година е формирано и младежко дружество на живеещите в София маловищани.
„...Маловица, чисто аромѫнско село съ повече отъ 2000 жители. Кѫщицитѣ му сѫ разположени на една височина и натъпкани една до друга, а отъ изгледътъ имъ жмже да се заключи, че жителитѣ сѫ бѣдни. Тѣ работятъ повече въ Романия и затова тукъ прѣвъсходва гръцката национална партия. Впечатлението отъ това село е по-малко привлекателно въ сравнение съ другитѣ села, които посѣтихъ. Езикътъ на жителитѣ има много особенности, които напразно ще търсихе другадѣ. Вижда се, че много отъ жителитѣ по прѣди сѫ живѣли въ Кожани; тукъ сѫ се заселили даже и магленити, което се забѣлѣзва отъ езика имъ, а накратко може да се заключи, че населението се е измѣнило много чрѣзъ постоянното прѣдохождание, макаръ и положението на града и да е твърдѣ старо.“
Според Васил Кънчов в 90-те години Маловища е голямо влашко село с 600 къщи. Според статистиката му („Македония. Етнография и статистика“) в 1900 година Маловища има 2300 жители, всички власи християни. Селото на практика е като малко градче – с пазарен ден, търговски дюкяни, фурни и прочее.
На Етнографската карта на Битолския вилает на Картографския институт в София от 1901 година Маловища е чисто влашко (цинцарско) село в Битолската каза на Битолския санджак с 428 къщи.
По данни на секретаря на Българската екзархия Димитър Мишев („La Macédoine et sa Population Chrétienne“) в 1905 година в Маловище има 2160 власи и функционират основно гръцко и основно и прогимназиално румънско училище. Статистиката на Цариградската патриаршия от 1906 година показва Миловища като село с 304 къщи.
По време на Балканската война 5 души от Маловище се включват като доброволци в Македоно-одринското опълчение.

### В Сърбия, Югославия и Северна Македония
През войната селото е окупирано от сръбски части и остава в Сърбия след Междусъюзническата война.
Жителите на селото масово емигрират – гъркоманите към Лерин и Солун, а останалите към Битоля, Скопие и отвъд океана.
Според преброяването от 2002 година селото има 98 жители, които са се самоопределили както следва: 87 власи, 10 северномакедонци и 1 албанец.

## Личности
От арумънската паланка са излезли представители на пет нации – румънци, гърци, българи, сърби и северномакедонци. Видни румънски маловищани са икономистът и политолог Александру Папакостя (1884 – 1925), просветният деец Гушу Папакостя (1853 – 1912), писателят Константин Белимаче (1848 – 1934), поетът Николае Вело (1882 – 1924), духовникът Симеон Чюмандра, писателят и преводач Чезар Папакостя (1886 – 1936). Стефан Барджик (? – 1903) е войвода на българската революционна организация ВМОРО. Константин Костич (1879 – 1934, Панчево) е сръбски военен, а Николаос Филипидис е гръцки революционер. В по-ново време виден жител на Маловища е математикът Георги Чупона (1930 – 2009).